# Comitatul Târnava-Mare
Comitatul Târnava-Mare, cunoscut și ca Varmeghia Târnava-Mare (în maghiară Nagy-Küküllő vármegye, în germană Komitat Groß-Kokelburg), a fost o unitate administrativă a Regatului Ungariei, care a funcționat în perioada 1876-1920. Capitala comitatului a fost orașul Sighișoara. Comitatul Târnava Mare a fost singurul comitat cu majoritate relativă germană (41,8%) din Regatul Ungariei în perioada Belle Époque. În Comitatul Moson comunitatea germană avea în aceeași perioadă o majoritate absolută (55%).

## Geografie
Comitatul Târnava-Mare se învecina la vest cu Comitatul Alba de Jos, la nord cu comitatele Târnava-Mică și Odorhei, la est cu comitatele Trei Scaune și Brașov și la sud cu comitatele Făgăraș și Sibiu.
Râul Târnava Mare făcea parte din limita sa nordică, iar râul Olt forma limita sa sudică. Râul Târnava Mică curgea pe teritoriul comitatului. Suprafața comitatului în 1910 era de 3.337 km², incluzând suprafețele de apă.

## Istorie
Comitatul Târnava-Mare a fost înființat în anul 1876, când structura administrativă a Transilvaniei a fost schimbată. În acel an comitatul Târnava (în maghiară Küküllő) s-a împărțit în două. În 1920 comitatul, alături de întreaga Transilvanie istorică, a fost atribuit României și a devenit județul Târnava-Mare.
Teritoriul comitatului Târnava-Mare se regăsește azi în județul Sibiu (partea de vest), în județul Brașov (partea de est) și în județul Mureș (centrul, cu Sighișoara și satele din jur). Împărțirea comitatului Târnava Mare, precum și includerea fostei reședințe Sighișoara în județul Mureș, a avut ca efect înlăturarea majorității relative săsești, existente până în perioada interbelică.

## Demografie
În 1910 populația comitatului era de 148.826 locuitori, dintre care: 
- Germani -- 62.224 (41,80%)
- Români -- 60.381 (40,57%)
- Maghiari -- 18.474 (12,41%)

## Subdiviziuni
La începutul secolului 20 subdiviziunile comitatului Târnava-Mare erau următoarele:
| Districte (járás)                          | Districte (járás)       |
| District                                   | Capitală                |
| ------------------------------------------ | ----------------------- |
| Kőhalom                                    | Kőhalom --- Rupea       |
| Medgyes                                    | Medgyes --- Mediaș      |
| Nagysink                                   | Nagysink --- Cincu Mare |
| Segesvár                                   | Segesvár --- Sighișoara |
| Szentágota                                 | Szentágota --- Agnita   |
| Districte urbane (rendezett tanácsú város) |                         |
| Medgyes --- Mediaș                         |                         |
| Segesvár --- Sighișoara                    |                         |